# Hallelesis halyma
Hallelesis halyma is een vlinder uit de familie van de Nymphalidae, uit de onderfamilie van de Satyrinae. De soort is voor het eerst wetenschappelijk beschreven als Papilio halyma door Johann Christian Fabricius in een publicatie uit 1793.

## Verspreiding
De soort komt voor in Guinee, Sierra Leone, Liberia en Ghana. 

## Biotoop
De vlinder komt voor in moerassige gebieden in soortenrijke bossen.